# Yunti
Yunti (10 de febrero de 1688-16 de febrero de 1755), nacido como Yinzhen y también como Yinti antes de 1722, formalmente conocido como Príncipe Xun, fue un príncipe y general militar manchú de la dinastía Qing.

## Vida

### Era Kangxi
Yunti nació como "Yinzhen" (胤祯; 胤祯; Yìnzhēn) en el clan Aisin-Gioro siendo el 14º hijo del Emperador Kangxi. Su madre fue la Emperatriz Xiaogongren, quien también concibió al Emperador Yongzheng. Debido a que el nombre de nacimiento de Yunti (Yinzhen) era similar al de su cuarto hermano Yinzhen (胤禛), fue cambiado a "Yinti" (胤禵).
En 1709, a Yinti le fue concedido el título de beizi. En 1718, después de que las fuerzas de Zungaria derrotaron al ejército Qing junto al Río Salween en Tíbet, el Emperador Kangxi condecoró a Yinti como "Gran General Quien Pacifica la Frontera" (抚远大将军) para conducir un ejército de 300 000 soldados al Tíbet para atacar a los Zungaros y su líder, Tsewang Rabtan. Se cree que esto fue una señal de que el Emperador Kangxi consideró a Yinti como un potencia heredero a su trono. En febrero de 1720, Yinti ordenó a sus delegados Galbi y Yanxin salir de Xining para conquistar Lhasa, mientras que permaneció en Xining para consolidar apoyo con sus aliados mongoles y así acompañar al Séptimo Dalai Lama hacia Lhasa. El 24 de septiembre de 1720, El ejército de Yinti capturó Lhasa y devolvió al Dalai Lama al templo de Lhasa, Potala.

### Era Yongzheng
El 21 de diciembre de 1722, justo cuando Yinti planeaba conquistar al Kanato de Zungaria, fue informado de la muerte del Emperador Kangxi, por lo que fue convocado en la capital de inmediato, Beijing, para asistir al funeral de su padre. Su cuarto hermano, Yinzhen, sucedió a su padre y se convirtió al conocido históricamente como el Emperador Yongzheng. Yinti y sus hermanos tuvieron que cambiar la escritura del nombre Yin (胤) a Yun (允) para evitar el tabú del nombre, debido a que el nombre personal del emperador contenía el carácter Yin.
En 1723, Yunti fue ascendido de beizi a junwang (Príncipe del Segundo Rango). De cualquier modo, en el año siguiente, fue degradado a beizi de nuevo. El Emperador Yongzheng percibió a Yunti como una potencial amenaza a su trono, por lo que retiró a Yunti el título de beizi en 1725 y lo condenó a arresto domiciliario en el Palacio Shouhuang, siendo en la actualidad el Parque Jingshan.

### Era Qianlong
En 1735, el Emperador Yongzheng murió y fue sucedido por su cuarto hijo Hongli, quien fue conocido como el Emperador Qianlong. El Emperador Qianlong liberó a Yunti en el mismo año de su coronación. En 1737, Yunti fue recolocado en su rango de nobleza como fuguo gong (un ducado menor). Diez años después, en 1747, fue ascendido a beile. En 1748, fue ascendido de nuevo a junwang y adquirió el título de "Príncipe Xun del Segundo Rango" (恂郡王).
Yunti murió el 16 de febrero de 1755 y recibió una condecoración póstuma como "Príncipe Xunqin del Segundo Rango" (恂勤郡王). La nobleza del Príncipe Xun fue heredada por su hijo, Hongming (弘明; 1705-1767), quien se convirtió en beile en 1735.

## Familia
- Padre: Xuanye, el Emperador Kangxi (圣祖玄烨; 4 de mayo de 1654 - 20 de diciembre de 1722).
  - Abuelo: Fulin, el Emperador Shunzhi (世祖福临;15 de marzo de 1638 - 5 de febrero de 1661).
  - Abuela: Emperatriz Xiaokangzhang, del clan Tunggiya (孝康章皇后佟佳氏;1638 - 20 de marzo de 1663).
- Madre: Emperatriz Xiaogongren, del clan Uya (孝恭仁皇后乌雅氏;28 de abril de 1660 - 25 de junio de 1723).
  - Abuelo: Weiwu (威武), sirvió como un tercer rango militar oficial (护军参领), y heredó el título de duque de primera clase (一等公).

- Consortes y descendencia
  - Consorte primario, del clan Wanyan (嫡福晋完颜氏).
    - Hongming, Príncipe Gongqin del Tercer Rango (恭勤恭勤 弘明; 25 de abril de 1705 - 4 de febrero de 1767), segundo hijo.
    - Hongkai (弘暟; 31 de diciembre de 1707 - 28 de enero de 1759), cuarto hijo.

  - Consorte secundario, del clan Šušu Gioro (侧福晋 舒舒觉罗氏).
    - Hongchun, Príncipe Tai del Segundo Rango (泰郡王 弘春;11 de octubre de 1703 - 3 de marzo de 1739).
    - Princesa del Tercer Rango (郡主; n. el 5 de diciembre de 1705), segunda hija.
    - Dama del Segundo Rango (县君; n. el 22 de junio de 1706), tercera hija.
    - Princesa del Tercer Rango (郡主; n. el 8 de agosto de 1707), quinta hija.

  - Consorte secundario, del clan Irgen Gioro (侧福晋 伊尔根觉罗氏).
    - Primera hija (n. el 20 de febrero de 1705).
    - Dama del Segundo Rango (县君; n. el 17 de noviembre de 1706), cuarta hija.
    - Hongying (弘映; 12 de diciembre de 1707 - 29 de agosto de 1771), tercer hijo.

  - Señorita, del clan Wu (吴氏).
    - Sexta hija (n. el 22 de febrero de 1737)

  - Señorita, del clan Irgen Gioro (伊尔根觉罗氏).
    - Princesa del Cuarto Rango (县主; n. el 30 de octubre de 1753), séptima hija.

## Ascendencia
|  |                                      |  |  |  |  |  |  |  |  |  |  |  |  |  |  |  |
|  | 18. Zhaisang                         |  |  |  |  |  |  |  |  |  |  |  |  |  |  |  |
|  |                                      |  |  |  |  |  |  |  |  |  |  |  |  |  |  |  |
|  |                                      |  |  |  |  |  |  |  |  |  |  |  |  |  |  |  |
|  | 9. Empress Dowager Xiaozhuang        |  |  |  |  |  |  |  |  |  |  |  |  |  |  |  |
|  |                                      |  |  |  |  |  |  |  |  |  |  |  |  |  |  |  |
|  |                                      |  |  |  |  |  |  |  |  |  |  |  |  |  |  |  |
|  | 19. Boli                             |  |  |  |  |  |  |  |  |  |  |  |  |  |  |  |
|  |                                      |  |  |  |  |  |  |  |  |  |  |  |  |  |  |  |
|  |                                      |  |  |  |  |  |  |  |  |  |  |  |  |  |  |  |
|  | 4. Shunzhi Emperor                   |  |  |  |  |  |  |  |  |  |  |  |  |  |  |  |
|  |                                      |  |  |  |  |  |  |  |  |  |  |  |  |  |  |  |
|  |                                      |  |  |  |  |  |  |  |  |  |  |  |  |  |  |  |
|  | 20. Yangzhen                         |  |  |  |  |  |  |  |  |  |  |  |  |  |  |  |
|  |                                      |  |  |  |  |  |  |  |  |  |  |  |  |  |  |  |
|  |                                      |  |  |  |  |  |  |  |  |  |  |  |  |  |  |  |
|  | Empress Xiaozhuangwen                |  |  |  |  |  |  |  |  |  |  |  |  |  |  |  |
|  |                                      |  |  |  |  |  |  |  |  |  |  |  |  |  |  |  |
|  |                                      |  |  |  |  |  |  |  |  |  |  |  |  |  |  |  |
|  | 2. Kangxi Emperor                    |  |  |  |  |  |  |  |  |  |  |  |  |  |  |  |
|  |                                      |  |  |  |  |  |  |  |  |  |  |  |  |  |  |  |
|  |                                      |  |  |  |  |  |  |  |  |  |  |  |  |  |  |  |
|  | 10. Tulai                            |  |  |  |  |  |  |  |  |  |  |  |  |  |  |  |
|  |                                      |  |  |  |  |  |  |  |  |  |  |  |  |  |  |  |
|  |                                      |  |  |  |  |  |  |  |  |  |  |  |  |  |  |  |
|  | 5. Empress Xiaokangzhang             |  |  |  |  |  |  |  |  |  |  |  |  |  |  |  |
|  |                                      |  |  |  |  |  |  |  |  |  |  |  |  |  |  |  |
|  |                                      |  |  |  |  |  |  |  |  |  |  |  |  |  |  |  |
|  | 11. Lady Gioro                       |  |  |  |  |  |  |  |  |  |  |  |  |  |  |  |
|  |                                      |  |  |  |  |  |  |  |  |  |  |  |  |  |  |  |
|  |                                      |  |  |  |  |  |  |  |  |  |  |  |  |  |  |  |
|  | 1. Yunti, Prince Xun                 |  |  |  |  |  |  |  |  |  |  |  |  |  |  |  |
|  |                                      |  |  |  |  |  |  |  |  |  |  |  |  |  |  |  |
|  |                                      |  |  |  |  |  |  |  |  |  |  |  |  |  |  |  |
|  | 12. Esen                             |  |  |  |  |  |  |  |  |  |  |  |  |  |  |  |
|  |                                      |  |  |  |  |  |  |  |  |  |  |  |  |  |  |  |
|  |                                      |  |  |  |  |  |  |  |  |  |  |  |  |  |  |  |
|  | 6. Weiwu                             |  |  |  |  |  |  |  |  |  |  |  |  |  |  |  |
|  |                                      |  |  |  |  |  |  |  |  |  |  |  |  |  |  |  |
|  |                                      |  |  |  |  |  |  |  |  |  |  |  |  |  |  |  |
|  | 16. Nurhaci                          |  |  |  |  |  |  |  |  |  |  |  |  |  |  |  |
|  |                                      |  |  |  |  |  |  |  |  |  |  |  |  |  |  |  |
|  |                                      |  |  |  |  |  |  |  |  |  |  |  |  |  |  |  |
|  | 3. Empress Xiaogongren               |  |  |  |  |  |  |  |  |  |  |  |  |  |  |  |
|  |                                      |  |  |  |  |  |  |  |  |  |  |  |  |  |  |  |
|  |                                      |  |  |  |  |  |  |  |  |  |  |  |  |  |  |  |
|  | 17. Empress Xiaocigao (Qing dynasty) |  |  |  |  |  |  |  |  |  |  |  |  |  |  |  |
|  |                                      |  |  |  |  |  |  |  |  |  |  |  |  |  |  |  |
|  |                                      |  |  |  |  |  |  |  |  |  |  |  |  |  |  |  |
|  | 8. Hong Taiji                        |  |  |  |  |  |  |  |  |  |  |  |  |  |  |  |
|  |                                      |  |  |  |  |  |  |  |  |  |  |  |  |  |  |  |
|  |                                      |  |  |  |  |  |  |  |  |  |  |  |  |  |  |  |
|  | Empress Xiaocigao                    |  |  |  |  |  |  |  |  |  |  |  |  |  |  |  |
|  |                                      |  |  |  |  |  |  |  |  |  |  |  |  |  |  |  |
|  |                                      |  |  |  |  |  |  |  |  |  |  |  |  |  |  |  |

## En la ficción y cultura popular
Interpretado por
- Cheung Wai en The Rise and Fall of Qing Dynasty (1988)
- Huang Yinxun en Legend of YungChing (1997)
- Xu Zuming en Yongzheng Dynasty (1999)
- Derek Kwok en The King of Yesterday and Tomorrow (2003)
- Chen Zhihui en Huang Taizi Mishi (2004)
- Mao Zijun en Palace (2011)
- Lin Gengxin en Scarlet Heart (2011)
- Wei Qianxiang en Palace II (2012)
- Owen Cheung en Gilded Chopsticks (2014)
- Xin Yunlai en Dreaming Back to the Qing Dynasty (2019)